# Eurofest 2012
La settima edizione di Eurofest è stata organizzata dall'emittente radiotelevisiva bielorussa BTRC per selezionare il rappresentante nazionale all'Eurovision Song Contest 2012 a Baku.
La vincitrice è stata Alena Lanskaja con All My Life. Tuttavia, due giorni dopo, in seguito a una controversia riguardante presunti brogli sopraggiunti al televoto, la cantante è stata squalificata dalla sua partecipazione eurovisiva. Il 24 febbraio 2012 è stata annunciata la decisione dell'emittente bielorussa di selezionare i secondi arrivati, i Litesound con We Are the Heroes, come rappresentanti bielorussi a Baku.

## Organizzazione
Dopo il debutto nel 2004, l'emittente bielorussa Belaruskaja Tele-Radio Campanija (BTRC) ha confermato la partecipazione all'Eurovision 2012 confermando successivamente l'organizzazione, per la prima volta dal 2009, di una selezione nazionale per selezionare il suo rappresentante televisivo.
Il festival è stato articolato in una semifinale da 15 partecipanti e una finale, alla quale si sono qualificati 5 artisti, dove è stato determinato il vincitore. I risultati sono stati decisi da una combinazione di giuria e televoto.

## Partecipanti
BTRC ha aperto la possibilità di inviare proposte per la selezione dal 1º al 25 novembre 2011. Le 56 proposte ricevute hanno preso parte alle audizioni dal vivo che si sono svolte nel dicembre 2012 presso il Youth Variety Theater di Minsk; una giuria ha quindi selezionato i 15 finalisti per la semifinale televisiva del 21 dicembre 2012.
| Artista                                | Titolo                | Lingua  | Compositori                                         |
| -------------------------------------- | --------------------- | ------- | --------------------------------------------------- |
| Alena Lanskaja                         | All My Life           | Inglese | Leanid Šyryn, Jurij Vaščuk                          |
| Aljaksandra Hajduk & Natallja Baldzina | Loveless              | Inglese | Maksim Alejnikaŭ, Andrėj Hluško, Alёna Harbačova    |
| Anastasija Vinnikava                   | Shining In Twilight   | Inglese | Leanid Šyryn, Jurij Vaščuk                          |
| Aura                                   | Hands Up!             | Inglese | Jaŭhen Alejnik, Julija Bykava, Svjatlana Heras'kova |
| Ėkivoki                                | Number One            | Inglese | Aljaksandr Sucharaŭ, Dzmitryj Apalenis              |
| German                                 | Keep Faith            | Inglese | Dzmitryj Karpinčyk, Juryj Mantačyk                  |
| Gunesh                                 | And Morning Will Come | Inglese | Isa Melikov, Zahra Badabeyli                        |
| Gunesh                                 | Tell Me Why?          | Inglese | Isa Melikov, Zahra Badabeyli                        |
| Hanna Blahava                          | You                   | Inglese | Hanna Blahava, Viktar Rudėnka                       |
| Jan Žėn'čak & Outerplain               | We Are the Candles    | Inglese | Jan Žėn'čak                                         |
| Litesound                              | We Are the Heroes     | Inglese | Dmitrij Karjakin, Uladzmir Karjakin                 |
| Nuteki                                 | Superheroes           | Inglese | Michail Nokarashvili                                |
| The Champions                          | It's Your Time        | Inglese | Olisa Ėmeka Arakposim, Vjačaslaŭ Lyščyk             |
| Thriller                               | Message to the World  | Inglese | Ivan Lucėnka, Hanna Harbačova                       |
| Uzari                                  | The Winner            | Inglese | Juryj Naŭrocki                                      |
| Viktoryja Aleška                       | Dream                 | Inglese | Jaŭhen Alejnik, Julija Bykava, Svjatlana Heras'kova |

## Semifinale
La semifinale si è tenuta il 21 dicembre 2011 presso gli BTRC Studios di Minsk, condotta da Dzjanis Kur'jan. Durante la semifinale il voto combinato di giuria e televoto ha selezionato i cinque finalisti.
| #  | Artista                                | Titolo                |
| -- | -------------------------------------- | --------------------- |
| 1  | Hanna Blahava                          | You                   |
| 2  | German                                 | Keep Faith            |
| 3  | Aura                                   | Hands Up!             |
| 4  | Aljaksandra Hajduk & Natallja Baldzina | Loveless              |
| 5  | Gunesh                                 | And Morning Will Come |
| 6  | Anastasija Vinnikava                   | Shining In Twilight   |
| 7  | The Champions                          | It's Your Time        |
| 8  | Jan Žėn'čak & Outerplain               | We Are the Candles    |
| 9  | Ėkivoki                                | Number One            |
| 10 | Viktoryja Aleška                       | Dream                 |
| 11 | Alena Lanskaja                         | All My Life           |
| 12 | Uzari                                  | The Winner            |
| 13 | Nuteki                                 | Superheroes           |
| 14 | Litesound                              | We Are the Heroes     |
| 15 | Thriller                               | Message to the World  |

## Finale
La finale si è tenuta il 14 febbraio 2012 presso il Palazzo dello Sport di Minsk, condotta da Dzjanis Kur'jan e Lejla Ismailava.
Prima della finale, ad ogni artista è stata offerta l'opportunità di cambiare il proprio brano in gara. Gunesh è stata l'unica artista ad aver cambiato il brano della semifinale, esibendosi con Tell Me Why? invece di And Morning Will Come.
Il voto combinato di giuria e televoto Alena Lanskaja vincitrice della selezione.
| # | Artista          | Titolo            | Punteggio | Punteggio | Posizione |
| # | Artista          | Titolo            | Giuria    | Televoto  | Posizione |
| - | ---------------- | ----------------- | --------- | --------- | --------- |
| 1 | Alena Lanskaja   | All My Life       | –         | 1         | 1         |
| 2 | Gunesh           | Tell Me Why?      | –         | 4         | 3         |
| 3 | Viktoryja Aleška | Dream             | –         | –         | 5         |
| 4 | Litesound        | We Are the Heroes | 1         | 2         | 2         |
| 5 | Uzari            | The Winner        | –         | –         | 4         |

## All'Eurovision Song Contest

### Selezione dell'artista
La vittoria di Alena Lanskaja nella selezione bielorussa generò polemiche sia nazionali che internazionali. In particolare molti giornalisti bielorussi hanno accusato il management dell'artista di aver truccato a suo favore il televoto della selezione, che ha portato la Lanskaja ad una vittoria illegittima. In seguito alle numerose segnalazioni anche il presidente bielorusso Aljaksandr Lukašėnka ha richiesto una revisione sulla correttezza dello svolgimento della selezione. In seguito alla conferma del broglio riguardato il voto del pubblico, la Lanskaja è stata squalificata dal ruolo di rappresentante eurovisiva.
BTRC ha successivamente dichiarato che, in base al regolamento della selezione, l'emittente avrebbe avuto la possibilità di selezionare internamente un nuovo rappresentante nazionale tra i restanti artisti partecipanti alla selezione. Il 24 febbraio 2012 l'emittente ha annunciato di aver selezionato i Litesound, che si sono classificati secondi nella selezione, come rappresentanti nazionali per la manifestazione europea.

### Verso l'evento
Dopo l'introduzione della semifinale televisiva nel 2004, a partire dall'edizione 2008 viene introdotta una seconda semifinale per accogliere un ulteriore afflusso di nazioni che vogliono competere al concorso. Poiché non fa né parte dei Big Five, né si tratta dello Stato organizzatore (Azerbaigian), la Bielorussia ha dovuto competere in una delle semifinali del concorso.
Il 25 gennaio 2012 si è tenuto il sorteggio che ha determinato la composizione delle due semifinali, dove è stato determinato che la Bielorussia si sarebbe esibita nella prima metà della seconda semifinale.
Con la decisione dell'ordine di esibizione delle semifinali, la nazione è stata posta al 5º posto, dopo del maltese Kurt Calleja e prima della portoghese Filipa Sousa.

### Performance
Le prove generali si sono tenute il 18 maggio, seguite dalle prove costume del 20 maggio, includendo l'esibizione per le giurie del 22 maggio, dove le varie giurie nazionali hanno visto e votato i partecipanti della semifinale.
La Bielorussia si è esibita 5ª nella seconda semifinale, classificandosi 16ª con 35 punti, non riuscendo a qualificarsi per la serata finale.

### Commentatori
L'evento è stato trasmesso, sui canale televisivo Belarus-1, con il commento di Dzjanis Kur'jan.
Il portavoce dei voti della giuria in finale è stato Dzmitryj Kaldun, rappresentante dello stato all'Eurovision Song Contest 2008.

### Voto

#### Punti assegnati alla Bielorussia
| 12        | 10      | 8         | 7          | 6                         |
| --------- | ------- | --------- | ---------- | ------------------------- |
| - Ucraina |         | - Georgia | - Lituania |                           |
| 5         | 4       | 3         | 2          | 1                         |
|           | - Malta |           | - Croazia  | - Macedonia - Paesi Bassi |

#### Punti assegnati dalla Bielorussia
| Punti | Stato     |
| ----- | --------- |
| 12    | Ucraina   |
| 10    | Lituania  |
| 8     | Serbia    |
| 7     | Svezia    |
| 6     | Georgia   |
| 5     | Malta     |
| 4     | Estonia   |
| 3     | Norvegia  |
| 2     | Macedonia |
| 1     | Croazia   |

| Punti | Stato       |
| ----- | ----------- |
| 12    | Russia      |
| 10    | Ucraina     |
| 8     | Lituania    |
| 7     | Azerbaigian |
| 6     | Svezia      |
| 5     | Moldavia    |
| 4     | Estonia     |
| 3     | Malta       |
| 2     | Macedonia   |
| 1     | Irlanda     |